# Пільчиця (Влощовський повіт)
Пільчиця (пол. Pilczyca) — село в Польщі, у гміні Ключевсько Влощовського повіту Свентокшиського воєводства.
Населення — 479 осіб (2011).
У 1975-1998 роках село належало до Пйотрковського воєводства.

## Демографія
Демографічна структура на день 31 березня 2011 року:
|          | Загалом | Допрацездатний вік | Працездатний вік | Постпрацездатний вік |
| -------- | ------- | ------------------ | ---------------- | -------------------- |
| Чоловіки | 243     | 58                 | 164              | 21                   |
| Жінки    | 236     | 59                 | 129              | 48                   |
| Разом    | 479     | 117                | 293              | 69                   |